# Oberflächentechnik

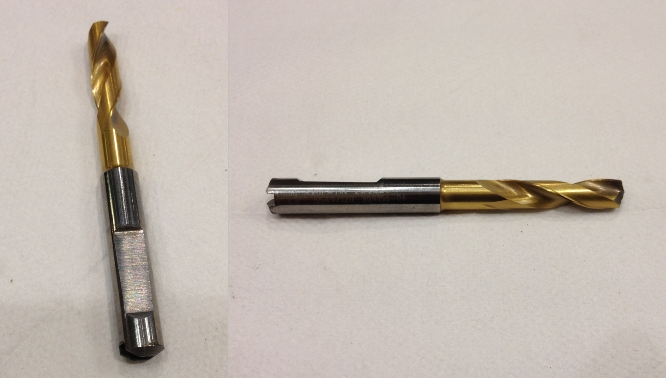
Bohrer mit Titannitrid-Beschichtung als Verschleißschutz.

Unter Oberflächentechnik versteht man die Summe aller Technologien zum Verändern der Eigenschaften von Oberflächen.

## Aufgabe
Die Grundidee der Oberflächentechnik ist das Prinzip der Funktionstrennung zwischen dem Volumen eines Bauteiles oder eines Werkzeuges und seiner Oberfläche. Das Volumen erfüllt eine Primärfunktion (zumeist eine bestimmte Form wie z. B. bei Zahnrädern) und weist weitere Eigenschaften auf wie Gewicht, Festigkeit, Bearbeitbarkeit, aber auch z. B. einen geringen Preis. Die Oberfläche kann dann mit Hilfe der Verfahren der Oberflächentechnik auf ein bestimmtes Anforderungsprofil hin optimiert werden und so weitere Funktionen erfüllen. Das kann sein:
- mechanischer Schutz (Verschleiß, Reibung)
- Barrierefunktion (Korrosionsbeständigkeit, Permeation, Eindiffusion, Wärmeisolation)
- Grenzflächenwechselwirkung (Biokompatibilität, Benetzbarkeit, Lackierbarkeit)
- elektrische Funktion (Leitfähigkeit, elektrische Isolation)
- optische Funktion (Reflexion, Absorption, Dekoration)
- Funktionsintegration (Druckverfahren, Functional Printing)

Da heutzutage ein Werkstoff allein kaum noch alle an ihn gestellten Anforderungen erfüllen kann, stellt die getrennte Optimierung der Oberfläche einen großen Fortschritt dar.

### Beispiele
Ein Bohrer aus Keramik würde sehr lange halten, wäre aber spröde und nur mit viel Aufwand herstellbar. Daher erzeugt man die primäre Form aus Stahl, den man noch gut bearbeiten kann, und fügt den nötigen Verschleißschutz durch eine Beschichtung hinzu.
Stähle, die für die Karosserien von Autos verwendet werden, haben ein sehr gutes Crash-Verhalten und sind zudem kostengünstig, jedoch nicht korrosionsbeständig. Edelstahl ist zwar korrosionsbeständig, aber teurer und weniger fest. Daher greift man auf die erste Lösung zurück und versieht die Stahlbleche mit einem Korrosionsschutz, z. B. durch Verzinken und Lackieren.

## Verfahren

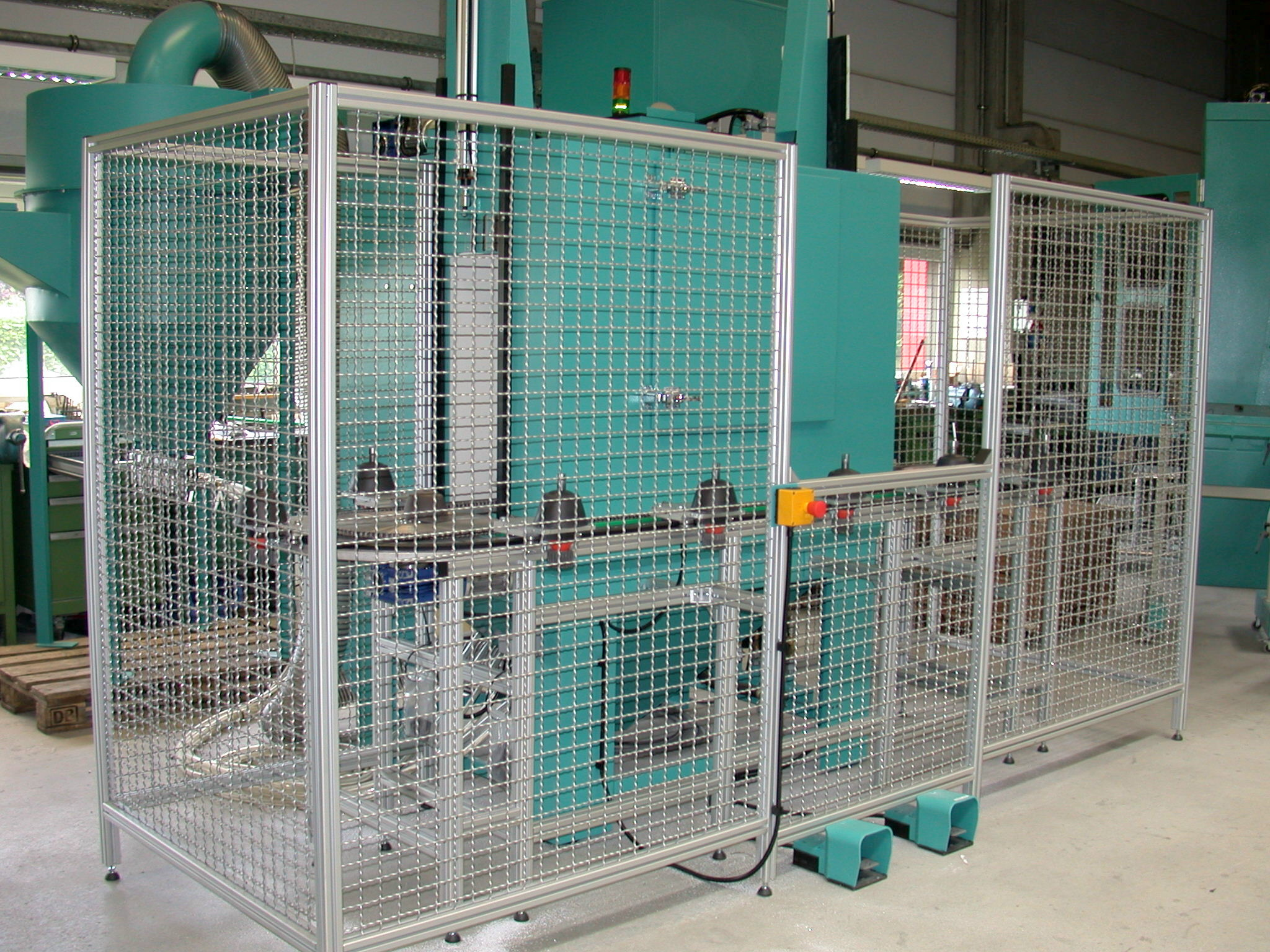
Durchlauf-Strahlanlage zur Oberflächenbehandlung von Werkstücken

Verfahrenstechnisch treten die Verfahren der Oberflächentechnik neben die klassischen Fertigungsverfahren Urformen, Umformen, Trennen und Fügen mit zwei weiteren Verfahrensklassen:
- Beschichten
- Stoffeigenschaft ändern

Tatsächlich sind die Verfahren der Oberflächentechnik manchmal Mischformen, z. B. Strahlen ist spanend, verformend und verfestigend.
Darüber hinaus werden Verfahren der Oberflächenbearbeitung oder Oberflächenbehandlung manchmal ebenfalls zur Oberflächentechnik gezählt, z. B. das einfache Gleitschleifen. Andere gehören nicht zur Verfahrenstechnik, weil sie den Stoff nicht verändern, z. B. Entfetten.
Häufige Verfahren, ungefähr nach ihrer Reihenfolge im Produktionsablauf gruppiert:
- chemische Oberflächenvorbehandlung: Reinigen, Entfetten, Beizen, Enteloxieren
- mechanische Oberflächenvorbehandlung oder Oberflächenbehandlung: Schleifen, Polieren, Strahlen, Bürsten
- Beschichten der Oberfläche: Lackieren, Pulverbeschichten, galvanische Metallabscheidung (z. B. Verchromen), Emaillieren, Schmelztauchen (z. B. Feuerverzinken)
- Abtragen oder Umformen der Oberfläche: Oxidieren (z. B. Brünieren, Eloxieren), Elektropolieren, Laserpolieren
- Erzeugen von physikalischen und chemischen Gasphasenabscheidungsschichten[2]

Die Werkstücke können einzeln, am Gestell oder in der Trommel bearbeitet werden.

## Geschichte
Gebäude in heißen Gegenden werden bereits seit Jahrtausenden weiß gekalkt, um das auftreffende Sonnenlicht besser zu reflektieren und das Innere kühl zu halten. Auch das Verbringen frisch geschmiedeter Schwerter in Dunghaufen, wo sich die Randschicht des Stahls mit Stickstoff anreichert und dadurch härter wird, ist eine bereits seit langer Zeit praktizierte Technik, die zeigt, dass die Oberflächentechnik sehr alte Wurzeln hat.

## Lehrberuf
In Österreich ist Oberflächentechnik ein anerkannter Lehrberuf mit fünf Spezialisierungen. Die Ausbildungsdauer beträgt jeweils 3,5 Jahre. Die Spezialisierungen lauten wie folgt:
- Emailtechnik: Beschichtung von Metallen mit Email.
- Feuerverzinkung: Beschichtung von Metallen mit erhitztem Zink.
- Pulverbeschichtung: Beschichtung von Metallen mit organischen Stoffen oder Kunststoffen
- Galvanik: Veredelung und Verschönerung von Oberflächen
- Mechanische Oberflächentechnik: Maschinelle Veredelung von Oberflächen

## Umweltauswirkungen
Je nach Prozess fallen in der Oberflächentechnik Abfälle an, die sich schädigend auf Mensch und Umwelt auswirken können. So enthält etwa das in der Galvanik entstehende Prozesswasser Schwermetalle, toxische Anionen und Neutralsalze. Diese wie auch andere gefährliche Abfälle aus der Oberflächenbearbeitung (z. B. saure oder alkalische Beizlösungen, Säuren oder auch Abfälle aus der Einfettung) müssen daher zwingend unter Einhaltung der gefahrgutrechtlichen Vorschriften transportiert und entsorgt werden.
Der Einsatz von Oberflächentechnik kann sich allerdings, beispielsweise durch die Verhinderung von Korrosion und Abnutzung, auch positiv auf den Umwelteinfluss von Materialien auswirken. So lässt sich die Nutzungsdauer durch eine entsprechende Oberflächenbehandlung deutlich verlängern, wodurch gleichsam Wartungsarbeiten oder Neuanschaffungen sowie der damit verbundene Einsatz von Rohstoffen und Energie erheblich reduziert werden. Mit Blick auf den gesamten Lebenszyklus dieser Materialien wird somit durch bestimmte Oberflächenbehandlungen mitunter eine bessere Ökobilanz erzielt.